# Радыжево
Радыжево (укр. Радижеве) — село во Владимирецкой поселковой общине Варашского района Ровненской области Украины.
До 2020 года входило во Владимирецкий район.
Население по переписи 2001 года составляло 357 человек. Почтовый индекс — 34313. Телефонный код — 3634. Код КОАТУУ — 5620889802.